# Киска с двумя головами
«Киска с двумя головами» (альтернативное название: «Порно театр») — французский драматический фильм, снятый в 2002 году режиссёром и исполнителем главной роли Жаком Ноло. Он был представлен в программе «Особый взгляд» на Каннском кинофестивале 2002 года. Режиссёр Джон Уотерс назвал этот фильм своим фаворитом, когда представил его в качестве своего ежегодного отбора в рамках кинофестиваля в Мэриленде в 2005 году.

## Сюжет
В ветхом Парижском порнотеатре пятидесятилетний мужчина и молодой киномеханик начинают робкие отношения, наблюдаемые усталой от мира кассиршей итальянского происхождения из билетной кассы.

## В ролях
| Актёр                | Роль                             |
| -------------------- | -------------------------------- |
| Виттория Сконьямильо | билетная кассирша                |
| Жак Ноло             | 50-летний мужчина                |
| Себастьен Виала      | киномеханик                      |
| Оливье Торрес        | мужчина в жёлтом костюме         |
| Лионель Гольдштейн   | мужчина в чёрном макинтоше       |
| Фредерик Лонгбуа     | мужчина с веером                 |
| Фуад Зерауи          | мужчина, который приготовил дозу |
| Жан-Луи Кокери       | обнажённый мужчина               |
| Кристин Паолини      | Флибустье́р                       |
| Мэтт Траан           | 1-й полицейский                  |
| Марк Дюран           | 2-й полицейский                  |
| Фредерик Франзил     | жиголо                           |
| Доминик Дагье        | избитый мужчина                  |
| Рафаэлина Гупийо     |                                  |
| Паскаль Варли        |                                  |
| Арбен Байрактарай    |                                  |